# Pampérigouste
 (juin 2020).
Pampérigouste est un lieu imaginaire cité dans l'œuvre d'Alphonse Daudet, qui contient plusieurs mentions de cette ville mythique située en Provence.

## Ouvrages
Le nom de Pampérigouste figure dans les ouvrages suivants :
Dans le livre de contesLettres de mon moulin :
L'Avant propos:« "Par-devant maître Honorat Grapazi, notaire à la résidence de Pampérigouste,
« A comparu :
« Le sieur Gaspard Mitifio, époux de Vivette Cornille, ménager au lieudit des Cigalières et y demeurant ;
« Lequel par ces présentes a vendu et transporté sous les garanties de droit et de fait, et en franchise de toutes dettes, privilèges et hypothèques,
« Au sieur Alphonse Daudet, poète, demeurant à Paris, à ce présent et ce acceptant,... »
Dans le même livre de contes (La Mule du pape)
« Et elle vous lui détacha un coup de sabot si terrible, si terrible, que de Pampérigouste même on en vit la fumée, un tourbillon de fumée blonde où voltigeait une plume d'ibis, tout ce qui restait de l'infortuné Tistet Védène !...
Les coups de pied de mule ne sont pas aussi foudroyants d'ordinaire mais celle-ci était une mule papale et puis, pensez donc ! elle le lui gardait depuis sept ans... Il n'y a pas de plus bel exemple de rancune ecclésiastique ».
Dans le 3e livre Tartarin de Tarascon (Port-Tarascon)
« Après, vint l’ordre d’expulser les Pères-Blancs de fermer leur joli couvent de Pampérigouste, perché sur une collinette toute grise de thym et de lavande installé là depuis des siècles aux portes de la ville, d’où l’on aperçoit, entre les pins, la dentelle de ses clochetons carillonnant dans les brises claires du matin avec le chant des alouettes, au crépuscule avec le cri mélancolique des courlis ».
« Les Tarasconnais les aimaient beaucoup, leurs Pères-Blancs, doux, bons, inoffensifs, et qui savaient tirer des herbes parfumées dont la montagnette est couverte un si excellent élixir ; ils les aimaient pareillement pour leurs pâtés d’hirondelles et leurs délicieux pains-poires  qui sont des coings enveloppés d’une pâte fine et dorée, d’où le nom de Pampérigouste  donné à l’abbaye ».